# Andrii Hryhorovych Adamovskyi
Andrii Hryhorovych Adamovskyi (tiếng Ukraina: Андрій Григорович Адамовський, một cách chuyển tự khác là Andrii Grigorevich Adamovskiy) (sinh ngày 1 tháng 3 năm 1962) là một doanh nhân và nhà từ thiện người Ukraina. Ông là viện sĩ danh dự của Viện hàm lâm Nghệ thuật Quốc gia Ukraina.

## Đầu đời
Adamovskiy sinh ngày 1 tháng 3 năm 1962, tại Bishkek, thủ đô của Kyrgyzstan (tên cũ lúc đó là Frunze).

## Tiểu sử
Doanh nghiệp lớn đầu tiên của ông là công ty viễn thông "FARLEP", có hơn 200.000 khách hàng. Năm 2005, ông bán lại "FARLEP" cho "SCM Group", do Rinat Akhmetov sở hữu.
Trước đó, vào năm 2003, ông trở thành cổ đông và thành viên hội đồng quản trị của "Liên minh Công nghiệp Donbass". Năm 2006, ông bán cổ phần của mình tại tổ chức.
Ông là chủ đồng sở hữu 120 trạm nạp của công ty "Ukrtatnafta" thông qua "VikOil". Năm 2010, ông bán cổ phần của mình tại "VikOil" cho công ty dầu mỏ Vương quốc Liên hiệp Anh-Liên bang Nga "TNK-BP".
Từ năm 2007, ông chuyển sang lĩnh vực bất động sản. Công viên kinh doanh được đặt theo tên của Maksim Gorky trị giá khoảng 1 tỉ đô la Mỹ đã không được hoàn thành đầy đủ do cuộc khủng hoảng tài chính toàn cầu. Năm 2011, Adamovskiy đã bán khu phức hợp đa chức năng này.
Hiện tại, ông là chủ sở hữu của Art Mall – một khu phức hợp đa chức năng với khoảng 200 cửa hàng, khu phát triển và giải trí dành cho trẻ em.

### Mâu thuẫn liên quan đến Sky Mall
Năm 2010, Adamovskiy đầu từ 40 triệu đô la Mỹ vào trung tâm mua sắm Sky Mall, đổi lại 50% và 1 cổ phần. Các điều khoản của thỏa thuận đầu tư giữa ông với doanh nhân Estonia Hillar Teder, chủ đầu tư xây dựng ban đầu của công trình năm 2006, quy định rằng số cổ phần do Adamovskiy sở hữu có thể được bán lại với giá 50 triệu đô la Mỹ. Tuy nhiên, ông đã từ chối bán cổ phần của mình cho Teder vì cho rằng Teder đã vi phạm các điều khoản của thỏa thuận.
Năm 2011, một tòa án tại Luân Đôn đã xác nhận tính hợp lệ của hành động của Adamovskiy và ra phán quyết yêu cầu một doanh nhân chuyển khoản nợ cổ đông khoảng 100 triệu đô la Mỹ dưới sự kiểm soát chung của Adamovskiy và Teder. Teder đã thể hiện sự bất mãn đối với phán quyết của tòa án.
Năm 2015, các tòa án tại Ukraina bao gồm Tòa án Tối cao Ukraina đã xác định rằng Teder không có quyền yêu cầu bồi thường.
Tháng 5 năm 2016, Tòa án Trọng tài Quốc tế Luân Đôn ra phán quyết yêu cầu chuyển quyền sở hữu toàn bộ cổ phần của Assofit Holdings Limited cho "Arricano Real Estate plc" chậm nhất là vào ngày 5 tháng 6 cùng năm.
Theo cựu chánh Thanh tra Sinh thái Nhà nước Ukraina Yegor Firsov và nhà báo Serhiy Ivanov, Hillar Teder đã cố gắng mua chuộc các blogger nổi tiếng để công bố các bài viết truyền bá thông tin sai lệch về Adamovskiy và tình hình với Sky Mall.

### Kinh doanh liên quan đến công nghệ thông tin
Andrii Adamovskiy và một trong các nhà sáng lập của "Infomir". Sản phẩm của Infomir được xuất khẩu đến 150 quốc gia và là một trong những công ty công nghệ thông tin lớn nhất tại Ukraina. Trụ sở cũng như các cơ sở sản xuất của Infomir được đặt tại thành phố Odessa.

### Sáng kiến đại chúng
Andrii Adamovskyi là một người tích cực tham gia các hoạt động xã hội. Ông là Phó chủ tịch Đại hội Do Thái Thế giới; đồng Chủ tịch Hội đồng Điều phối các Tổ chức và Cộng đồng Do Thái của Ukraina "Vaad"; ủy viên ban Thanh tra của Liên hiệp Do Thái Ukraina cũng như tổ chức người Do Thái "Hillel International".
Năm 2015, Adamovskiy đã công bố một báo cáo tại cuộc họp của Ban chấp hành Đại hội Do Thái thế giới. Trong báo cáo, ông đã nói về việc liệu các quyền và tự do của người Do Thái có được tôn trọng hay không và đề cập đến quan hệ của các tổ chức Do Thái với đại diện của chính quyền Ukraina.

### Bảo trợ và nghệ thuật
Năm 2009, ông thành lập Trung tâm Nghệ thuật Đương đại M17 tại Kyiv.
Năm 2010, tại một cuộc đấu giá của Sotheby's, Adamovskiy cùng với các bạn hữu của ông đã mua lại được một bộ sưu tập tranh độc đáo của các nghệ sĩ avant-garde ở Odessa đầu thế kỷ 20.
Từ năm 2015, với tư cách là đồng chủ tịch của Vaad, Andrii Adamovskiy đã tham gia vào công tác tái thiết Ngôi nhà Farewell tại Nghĩa trang Do Thái Chernivtsi "Beit Kadishin", được xây dựng năm 1905. Cùng với sự hỗ trợ từ chính phủ Đức, Hiệp hội người Do Thái Bukovina Thế giới, Đại hội Do Thái Thế giới và những nhà hảo tâm khác, công trình đã được lên kế hoạch phục hồi và sẽ hoàn thành vào năm 2024. Công trình sau khi được cải tạo sẽ có thêm một ngôi đình ba cấp, bên trong đó là một bảo tàng tưởng niệm, được chia thành các khối theo chủ đề phản ánh thời kỳ Áo-Hung (từ giữa thế kỷ XIX đến 1918), thời kỳ cai trị của România (1918-1940), thời kỳ Liên Xô sáp nhập Bắc Bukovina (1940-1941), bi kịch Holocaust, thời kỳ hậu chiến và thời kỳ Xô viết cho đến Ukraina hiện đại.
Năm 2018, ông đã đồng sáng lập Câu lạc bộ Các nhà sưu tầm nhằm phát triển nghệ thuật hiện đại của Ukraina.

## Gia đình
Andrii Hryhorovych Adamovskyi có 2 người con— Dmitry, Jacob.